# Patrick Biggs
Patrick Biggs (Berwick, 11 ottobre 1982) è un ex sciatore alpino canadese specialista dello slalom speciale.

## Biografia
Figlio di padre australiano e madre canadese, Biggs all'età di cinque anni si trasferì con la famiglia dall'Australia a Ottawa, in Canada, dove iniziò a prendere parte alla prime gare di sci.
Attivo in gare FIS dal dicembre del 1997, in Nor-Am Cup esordì il 9 marzo 2000 a Osler Bluffs in slalom speciale, senza completare la prova, e colse la prima vittoria, nonché primo podio, il 3 gennaio 2005 a Sunday River in slalom gigante. Pochi giorni dopo, il 9 gennaio, esordì in Coppa del Mondo nello slalom speciale di Chamonix ottenendo il 10º posto, risultato ripetuto una settimana dopo sulle nevi di Wengen; tali piazzamenti sarebbero rimasti i migliori di Biggs nel massimo circuito internazionale. Grazie anche a questi risultati in febbraio venne convocato per i Mondiali di Bormio/Santa Caterina Valfurva, dove conquistò il 9º posto nella prova di slalom speciale.
Un anno dopo fu presente ai XX Giochi olimpici invernali di Torino 2006, suo esordio olimpico, dove non concluse lo slalom speciale, mentre nel 2007 ai Mondiali di Åre, sua ultima partecipazione iridata, si piazzò nuovamente 9º nello slalom speciale. Il 9 marzo 2008 colse la sua ultima vittoria in Nor-Am Cup, a Georgian Peaks in slalom speciale; ai XXI Giochi olimpici invernali di Vancouver 2010, suo congedo olimpico, concluse al 35º posto la gara di slalom gigante.
Il 18 marzo 2010 colse l'ultimo podio in Nor-Am Cup, a Waterville Valley in slalom speciale (2º) e si ritirò dall'attività agonistica ai massimi livelli durante la stagione 2011-2012 (la sua ultima gara in Coppa del Mondo fu lo slalom speciale di Schladming del 24 gennaio, che non completò), pur continuando da allora a prendere parte ad alcune gare minori: l'ultima fu uno slalom speciale FIS disputato il 13 febbraio 2016 a Camp Fortune, che chiuse al 5º posto.

## Palmarès

### Coppa del Mondo
- Miglior piazzamento in classifica generale: 76º nel 2005

### Coppa Europa
- Miglior piazzamento in classifica generale: 11º nel 2005
- 4 podi:
  - 4 vittorie

#### Coppa Europa - vittorie
| Data             | Località        | Paese     | Specialità |
| ---------------- | --------------- | --------- | ---------- |
| 20 dicembre 2004 | Špindlerův Mlýn | Rep. Ceca | SL         |
| 21 dicembre 2004 | Špindlerův Mlýn | Rep. Ceca | SL         |
| 5 febbraio 2005  | Veysonnaz       | Svizzera  | SL         |
| 2 marzo 2005     | Madesimo        | Italia    | SL         |

Legenda:

SL = slalom speciale

### Nor-Am Cup
- Miglior piazzamento in classifica generale: 11º nel 2005 e nel 2007
- 13 podi:
  - 4 vittorie
  - 5 secondi posti
  - 4 terzi posti

#### Nor-Am Cup - vittorie
| Data             | Località       | Paese       | Specialità |
| ---------------- | -------------- | ----------- | ---------- |
| 3 gennaio 2005   | Sunday River   | Stati Uniti | GS         |
| 5 gennaio 2005   | Sunday River   | Stati Uniti | SL         |
| 29 novembre 2007 | Winter Park    | Svizzera    | SL         |
| 9 marzo 2008     | Georgian Peaks | Canada      | SL         |

Legenda:

GS = slalom gigante

SL = slalom speciale

### South American Cup
- Miglior piazzamento in classifica generale: 16º nel 2008
- 2 podi:
  - 1 vittoria
  - 1 terzo posto

#### South American Cup - vittorie
| Data          | Località     | Paese     | Specialità |
| ------------- | ------------ | --------- | ---------- |
| 8 agosto 2007 | Cerro Castor | Argentina | SL         |

Legenda:

SL = slalom speciale

### Australia New Zealand Cup
- Miglior piazzamento in classifica generale: 12º nel 2011
- 2 podi:
  - 1 vittoria
  - 1 secondo posto

#### Australia New Zealand Cup - vittorie
| Data           | Località     | Paese         | Specialità |
| -------------- | ------------ | ------------- | ---------- |
| 17 agosto 2010 | Coronet Peak | Nuova Zelanda | SL         |

Legenda:

SL = slalom speciale

### Campionati canadesi
- 5 medaglie:
  - 1 oro (slalom speciale nel 2005)
  - 1 argento (slalom speciale nel 2006)
  - 3 bronzi (slalom gigante nel 2007; slalom speciale nel 2009; slalom speciale nel 2010)